# 오르한 가지
오르한 가지(오스만 튀르크어: اورخان بك, 튀르키예어: Orhan Gazi, 1284년 ~ 1359년?; 재위 기간: 1326년~ 1362년)는 오스만 제국의 두 번째 지배자이다. 오르한 가지는 오스만 1세의 아들이다. 오르한은 1324년에 오스만 베이국을 물려받았으며, 그 판도를 아나톨리아와 발칸반도 모두를 아우르게끔 넓혔다. 오르한의 치세는 오스만의 치세와는 달리, 오르한의 권력이 확장되고 강화되는 과정이 잘 기록되어 있다.
1326년 아버지의 죽음으로 베이의 지위를 물려받아 즉위했다. 즉위 후 아버지의 세력확대정책을 물려받아 그해 부르사를 정복하고, 그곳을 오스만 제국의 수도로 정했다. 그리고 재상 챤달 카라 파릴의 도움을 얻어 비잔티움 제국에 침공했다. 비잔티움 제국은 그때 제위를 둘러싼 내분이 계속되고 있었기에 오르한 1세는 요한네스 6세를 우방으로 만들어 그의 황제즉위를 도와주었다.
요한네스 6세는 그 답례로 딸 테오도라를 오르한과 결혼시켰다. 또한 이 내란 중에 요한네스 6세의 적을 지원한 세르비아 왕국을 격파한 일은 훗날 발칸반도에서 급속한 확대를 위한 복선이 되었다. 즉, 발칸에서 이루어진 작전을 지휘한것은 자신보다는 장자 슐레이만의 활약이 컸었고, 1354년 발칸반도의 입구라 할 수 있는 다르다넬스 해협의 갈리포리스(현재의 게리포르)을 점령한것도 슐레이만이었다.
오르한은 내정에서도 이슬람 법관의 제도를 정비하고, 메드레사(대학)을 창설해 교육제도를 확립하는 등 국가체제 정비에 노력했다. 오스만 제국이 독자적인 화폐인 아쿠체 은화를 처음 주조한 것도 이 시대였고, 오르한의 시대는 가지(전사)집단에서 국가로 전환하는 과도기의 시대라고 볼 수 있었다.
오르한의 사망년도는 여러 설이 있어 1359년설이 유력하나 1362년에 사망했다는 설도 있다. 유능한 장군이자 후계자로 주목받았던 장자 슐레이만은 아버지보다 먼저 사고사(비잔티움 분견대와 조우하여 전사했다는 다른 설이 있다.)당했기 때문에 군주의 자리는 차남인 무라드 1세가 물려받았다.